# Тротоар
Тротоар (от френски: trottoir) е вид настлан пешеходен път по протежението на улица.
Може да е от двете страни на улицата или само от едната. Леко е приповдигнат и откъм страната на улицата обикновено завършва с бордюр. Предназначен е за безопасно движение на пешеходци. На много места обаче се паркират автомобили по тротоарите.
Тротоарът се прави от асфалт, цимент, чакъл или разни видове плочи. В XIX век и началото на XX век тротоари са правени от дърво.
Улиците в по-малките градове обикновено са с по-широки тротоари, докато в големите градове са много тесни за сметка на разширено пътно платно.